# Zrakoplovna psihologija
Zrakoplovna psihologija ili psihologija letenja grana je opće psihologije koja se bavi proučavanjem psiholoških osobina različitih vidova pilotske djelatnosti, kao i ovisnost tih osobina od mnogih faktora. 

## Glavni psihološki faktori
Glavni faktori od kojih ovise psihološke osobine letenja su: 
- Društveno-povijesni uvjeti
- Zrakoplovna tehnika
- Psihološke osobine ličnosti pilota i astronauta
- Letačkih zadaća
  - trenažni letovi
  - kontrola zračnog prostora
  - odvraćanje od agresije zrakoplovnih snaga i sprječavanje iznenađenja
  - protuzračna obrana teritorija i snaga vojske
  - zrakoplovna vatrena potpora
  - izviđanje iz zračnog prostora
  - prevoženje zračnim putem
- Uvjeti u kojima se izvodi letenje
- Vrste i metode pilotske djelatnosti

## Ciljevi zrakoplovne psihologije
Glavni cilj zrakoplovne psihologije je da prouči psihološke zakone koji upravljaju pojedinim vidovima letenja kako bi se oni stavili pod kontrolu i uspješno iskoristili u zrakoplovstvu. 
Zrakoplovna psihologija proučava brojne promjene fizioloških parametara povezanih s letenjem, a njihova saznanja i stručnost primjenjuju se u kvalitetnoj selekciji (izboru) i obuci pilota, astronauta i pomoćnog osoblja vezanog za letenje, kako bi se spriječio negativni utjecaj mnogih faktora kao što su ubrzanja, katapultiranje nakon sudara, prostorna dezorijentacija, hipoksija, letački zamor, stres, ishrana, cirkadijarni ritmovi itd. 
Brzi razvoj zrakoplovne tehnike i tehničkih sredstava, koja bivaju sve savršenija i efikasnija, u stalnom je sukobu s čovjekom koji svojim fiziološki ograničenjima postaje limitirajući faktor u njihovoj primjeni. Na primjer, najsavršenija letjelica, kao što je svemirska letjelica, nije "ergonomska" ako je čovjek sa svojim bio-psiho-socijalnim karakteristikama ne može efikasno koristiti i to postaje limitirajući faktor tehničkog i tehnološkog razvoja svemirske i zrakoplovne tehnologije. Da bi se taj nesklad prevladao jedan od bitnih zadataka zrakoplovne psihologije je, zajedno s drugim strukama, uskladiti odnose između čovjeka, zrakoplova i sredine u kojoj se obavlja letenje.

### Smjerovi zrakoplovne psihologije
1. Psihološka ekspertiza pilota obuhvaća sljedeće oblasti u selekciji pilota: 
- Prognostičku ekspertizu, profesionalnu orijentaciju, profesionalni izbor i ekspertizu pilotskog sustava.
- Retrospektivnu ekspertizu koja vrši analizu uzroka koji su utjecali na manju kvalitetu rada u svakom konkretnom slučaju.

2. Psihologija obuke pilota sagledava probleme učenja i stjecanja letačkih navika, letačkih vještina i daje psihološku ocjenu metoda letačke obuke. 
3. Psihologija organizacije letenja rješava pitanja racionalizacije uvjeta pilotskih aktivnosti, organizacije i normiranja pilotske obuke. 
4. Ergonomska psihologija sagledava sve zahtjeve u pogledu konstrukcije kabine zrakoplova i zemaljskih uređaja i brine o tome da oni odgovaraju ergonomskim i psihološkim zakonitostima.

## Povijest
Prvo zanimanje za psihologiju letenja pokazao je u Rusiji psiholog D.N. Ceretaljev 1898. koji je u Moskovskom psihološkom društvu prikazao svoj rad "Logika zrakoplovstva". 
U razdoblju između 1898. i 1899. godine u Prvom zrakoplovno-školskom centru u Rusiji liječnik S. P. Munt počinje prva specijalna fiziološka i psihološka istraživanja tijekom letenja na za to specijalno opremljenom balonu. Ova istraživanja imala su značaj za ekspertizu pilota. 
U Francuskoj 1914. Kami i Neper rade prva eksperimentalna psihološka ispitivanja pilota, koja su se ogledala u ispitivanju jednostavne motorne reakcije. 
Tijekom Prvog svjetskog rata s naglim razvojem zrakoplovstva i sve učestalijih borbenih djelovanja, javlja se potreba za što kvalitetnijim psihološkim odabirom pilota. 
Nakon završetka Prvog svjetskog rata sve zemlje započinju sa psihološkim ispitivanjem pilota i kandidata za pilot i pomoćno osoblje u zrakoplovstvu, a kao glavni uzrok uvođenja ovih ispitivanja navodi se pojava velikog otpada za vrijeme letačke obuke. 
Pred Drugi svjetski rat brojna obimna zrakoplovno-psihološka istraživanja provode se u Njemačkoj i SAD-u. Njemačka formira specijalni znanstvenoistraživački institut za zrakoplovnu psihologiju, kao najveću ustanovu te vrste u svijetu. 
U Parizu 1953. godine održan je prvi specijalni simpozij psihologa na kome je glavna tema bila posvećena metodama i kriterijima za odabir pilotskog sustava. 
Razvoj svemirske medicine kao posebne grane zrakoplovne medicine, koja prati zdravlje astronauta tijekom svemirskih istraživanja uvjetovalo je i razvoj posebne grane zrakoplovne psihologije - svemirske psihologije. 